# Leon Lederman
Leon Max Lederman (ur. 15 lipca 1922 w Buffalo, zm. 3 października 2018 w Rexburg) – amerykański fizyk pochodzenia żydowskiego, noblista; doświadczalny fizyk cząstek elementarnych, wieloletni dyrektor Fermilabu, a wcześniej profesor Uniwersytetu Columbia w Nowym Jorku; popularyzator nauki.
Lederman w latach 60. udowodnił, że istnieje więcej niż jeden rodzaj neutrin – odkrywając neutrino mionowe, za co otrzymał Nagrodę Nobla w dziedzinie fizyki w 1988 roku, wraz z Jackiem  Steinbergerem i Melvinem Schwartzem.

## Życiorys
Był synem emigrantów żydowskich przybyłych do Stanów Zjednoczonych z Ukrainy.
W latach 1958–1979 był profesorem Columbia University w Nowym Jorku, a w latach 1979–1989 dyrektorem Laboratorium im. Enrica Fermiego w Batavii. Prowadził badania w dziedzinie fizyki cząstek elementarnych. W 1956 odkrył mezon K0L, a w 1957 przeprowadził obserwację niezachowania parzystości w rozpadach pionów (π) i mionów (μ). W 1962, wraz z Jackiem Steinbergerem i Melvinem Schwartzem, wykonał eksperyment wykazujący istnienie dwóch typów neutrin (elektronowego i mionowego), za co w 1988 otrzymali wspólnie Nagrodę Nobla. W 1977 odkrył cząstkę ypsilon (ϒ). W następnych latach zajmował się urządzeniami do przyspieszania cząstek elementarnych.

## Nagrody
Oprócz Nagrody Nobla Lederman otrzymał też inne wyróżnienia. W 1982 został uhonorowany Nagrodą Wolfa w dziedzinie fizyki. Był doktorem honoris causa wielu amerykańskich i zagranicznych uniwersytetów. Laureat Nagrody Enrica Fermiego.

## Publikacje
Oryginały
- Leon Lederman, David N. Schramm, From Quarks to the Cosmos
- Leon M. Lederman, Christopher T. Hill, Symmetry and the Beautiful Universe
- Leon M. Lederman, Christopher T. Hill, Quantum Physics for Poets

Wydania polskie
- 1996: Boska cząstka. Jeśli Wszechświat jest odpowiedzią, jak brzmi pytanie?, współautor: Dick Teresi, tłum. Elżbieta Kołodziej-Józefowicz, Prószyński i S-ka, ISBN 83-86868-10-4.
- 2013: Zrozumieć niepojęte. Fizyka kwantowa i rzeczywistość, współautor: Christopher Hill, tłum. Mariusz Seweryński, Prószyński, ISBN 978-83-7839491-4.
- 2015: Dalej niż boska cząstka, współautor: Christopher Hill, tłum. Mariusz Seweryński, Prószyński, ISBN 978-83-8069027-1.